# Exa 100.9 FM
XHLO-FM conocida como Exa FM 100.9 es una estación de radio con licencia en la ciudad de Chihuahua, Chihuahua, México. Transmite en 100.9 de Frecuencia Modulada con una potencia de 15 kW.

## Historia
El 27 de enero de 1986, se concesionó la estación a Guillermo López Borja, quien al siguiente año fundaría los "Departamentos Mission" en la ciudad. La estación estaba autorizada a funcionar en los 1010 MHz en la banda de AM con 1 kW de potencia diurnos y el identificativo de llamada XELO-AM, identificativo que por cierto, ya había sido utilizado con anterioridad en Tijuana, Baja California, Nogales, Sonora, Piedras Negras, Coahuila de 1936 a 1955 y Ciudad Juárez también en el Estado de Chihuahua de 1955 a 1989, en estas dos últimas ciudades el identificativo fue usado por lo que hoy XEROK-AM.
La estación estuvo afiliada a la Organización Impulsora de Radio (OIR) de Grupo Radio Centro junto a su hermana XHSU-FM durante un tiempo.
El 3 de mayo de 1999 se autorizó aumentar la potencia a 5 kW diurnos y 0.5 kW nocturnos.
El 19 de octubre de 2011 se autorizó el cambio de la estación de AM a FM, quedando la estación en 100.9 MHz a 15.22 kW de potencia y con el identificativo XHLO-FM. Alrededor de 2013 la señal de AM quedó apagada.
Actualmente, el concesionario original Guillermo López Borja actualmente se encuentra fallecido, por lo que la estación es dirigida por sus hijos Ernesto Guillermo y José Gerardo López de la Rocha.

## Formato
La estación está afiliada a Exa FM de MVS Radio y retransmite programas de su estación cabecera XHEXA-FM. La estación además, transmite música contemporánea en español e inglés con locutores locales tal cual es el formato original de Exa.